# René Swennen
Pour les articles homonymes, voir Swennen.
René Swennen, né le 5 janvier 1942 à Jemeppe-sur-Meuse et décédé le 31 janvier 2017 à Liège, est un écrivain belge de langue française.

## Biographie
Il est avocat et l’auteur de romans et de pièces de théâtre.
Il obtient le prix Victor-Rossel en 1987 pour Les Trois Frères.

## Œuvres
- Dom Sébastien, roi de Portugal, Paris, Éditions Julliard, 1979, 181 p.  (ISBN 2-260-00151-3)

- Prix Max Barthou de l'Académie française 1979
- Belgique requiem, Paris, Éditions Julliard, 1980, 157 p.  (ISBN 2-260-00205-6) - rééd. Paris, La Table ronde, 2007
- Palais-Royal, Paris, Éditions Julliard, 1983, 243 p.  (ISBN 2-260-00339-7)

- Prix Paul Flat de l'Académie française 1984
- La Nouvelle Athènes, Paris, Éditions Grasset et Fasquelle, 1985, 251 p.  (ISBN 2-246-35801-9)
- Les Trois Frères, Paris, Éditions Grasset et Fasquelle, 1987, 264 p.  (ISBN 2-246-397-91-X)

- Prix Victor-Rossel 1987
- Le Roman du linceul, Paris, Éditions Gallimard, 1991, 152 p.  (ISBN 2-07-072360-7)
- Belgique requiem, suite et fin ?, Bruxelles, Belgique, Éditions Complexe, 1999, 106 p.  (ISBN 2-87027-743-1)
- Le Soleil et le Mousquetaire, suivi de La Nuit de la Saint-Nicolas, Liège, Belgique, Éditions du Céfal, 1999, 152 p.  (ISBN 2-87130-068-2)
- Cinq nô occidentaux, Liège, Belgique, Éditions du Céfal, 1999, 91 p.  (ISBN 2-87130-067-4)
- Belgique requiem. Suite et fin ?, Paris, Éditions Complexe, 2009, 106 p.  (ISBN 978-2-87027-743-0)[2],[3]
- La Disparition de John, Bruxelles, Belgique, Éditions du Grand Miroir, coll. « Roman », 2008, 112 p.  (ISBN 978-2-87415-925-1)
- L’Ombre de Palerme, Neufchateau, Belgique, Weyrich Édition, coll. « Plumes du coq », 2012, 196 p.  (ISBN 978-2-87489-156-4)[4]
- L'art de la mode, Liège, Belgique, Éditions l'Harmattan, coll. « Les Impliqués », 2016, 84 p. [5]